# Zircó
|  | No s'ha de confondre amb diòxid de zirconi. |

El zircó és un mineral que pertany a la classe dels silicats (nesosilicats). La seva fórmula química és ZrSiO₄. Gairebé sempre conté entre un 1% i un 4% d'hafni. L'estructura de cristal·lització del zircó és tetragonal. El color natural del zircó varia entre groc-daurat, vermell, marró, verd o incolor. Els exemplars incolors que presenten qualitat de gemma són un substitut popular del diamant. Es considera el mineral més antic de la Terra.
El zircó acostuma a contenir traces d'urani, tori i plom i, al sobreviure molt bé al procés geològic, conté un ric registre de processos geològics i pot servir per datar amb gran precisió. El descobriment de zircons a l'illa Maurici van servir per confirmar el descobriment del continent Maurícia, una part de la desintegració del supercontinent Gondwana que va tenir lloc fa 200 milions d'anys i que va donar lloc a la formació d'Àfrica, l'Índia, Austràlia, Sud-amèrica i l'Antàrtida.
Als territoris de parla catalana s'ha trobat zircó al Cap de Creus, a la localitat de Cadaqués (Alt Empordà, Girona), a Balaguer (Noguera, Lleida), a Arsèguel (Alt Urgell, Lleida), a Vimbodí (Conca de Barberà, Tarragona), a Sant Jaume d'Enveja (Montsià, Tarragona), a la pedrera Los Arenales (Torás, Castelló), i als següents indrets de la Catalunya Nord: al massís de l'Agly, a Argelers de la Marenda, a Cotlliure, a Cornellà de la Ribera, a El Barcarès, a Prats de Molló-la Presta, a Sant Feliu d'Avall i a Santa Maria la Mar.

## Etimologia
El nom en deriva probablement de la paraula àrab zarqun que significa ‘cinabri’ o de la paraula persa zargun, ‘daurat’. El zircó groguenc, incolor o fumat s'anomena «jargó». El nom «jacint» solia emprar-se per les pedres roig-marronoses. (Anglès jargoon; francès jargon; castellà jergón; portuguès jargoon)